# The Fury of the Aquabats!
The Fury of the Aquabats! è il secondo album degli Aquabats, pubblicato nel 1997 da Goldenvoice Records e Time Bomb Recordings.

## Tracce
Tutte le canzoni sono scritte dagli Aquabats eccetto Idiot Box, scritta dai GOGO13.
1. Super Rad! – 3:02
2. Red Sweater! – 3:24
3. Magic Chicken! – 3:40
4. Fight Song! – 1:13
5. Cat with 2 Heads! – 3:01
6. Story of Nothing! – 2:54
7. Captain Hampton and the Midget Pirates! – 4:03
8. Martian Girl! – 2:46
9. Attacked by Snakes! – 5:01
10. Idiot Box! – 2:00
11. Powdered Milk Man! – 3:04
12. My Skateboard! – 2:43
13. Phantasma del Mar! – 3:12
14. Lobster Bucket! – 2:42
15. Theme Song! – 1:48
16. Playdough Revisited! – 6:43
  - traccia bonus – 2:34, parte dopo una pausa di silenzio alla fine della canzone Playdough Revisited!

Martian Girl! e Idiot Box! sono considerate delle tracce bonus in quanto sono canzoni prese dal precedente album, The Return of the Aquabats. Anche Playdough Revisited! non è altro che un riarrangiamento della canzone Playdough presente nel loro primo album.

## Nota
È l'unico album degli Aquabats in cui suona Travis Barker, sotto lo pseudonimo di Baron von Tito.

## Formazione
- The MC Bat Commander (Christian Jacobs)  - voce
- Baron von Tito (Travis Barker) - batteria, percussioni
- Crash McLarson (Chad Larson)  - basso, organo, voce
- Prince Adam (Adam Deibert) - chitarra, tromba, tastiere, voce, programmatore,
- Jimmy The Robot (James Briggs) - sassofoni, tastiera, clarinetto, flauto, piano, voce
- Chainsaw, The Prince of Karate (Courtney Corey Pollock) - chitarra acustica ed elettrica, sitar elettrico, voce
- Catboy (Boyd Terry) - tromba, sousafono, cornetta, voce, tastiere
- Ultra Kyu (Charles Gray) - chitarra elettrica e acustica, cimbalini a dita, piano, banjo, EBow, violino, sitar, mellotron, voce, moog